# Clelia Giacobini
Pour les articles homonymes, voir Giacobini.
Clelia Giacobini (née le 6 février 1931 à Rome et morte le 25 septembre 2010) est une microbiologiste italienne, pionnière de la microbiologie appliquée à la conservation-restauration.

## Biographie
Diplômée en pharmacie et en biologie de l'université La Sapienza de Rome, elle a obtenu, par la suite, un doctorat en médecine à base de plantes et un certificat de microbiologie des sols à l'Institut Pasteur de Paris (1969).
Dans les années 1950, Cesare Brandi, le directeur et fondateur de l'Institut central de restauration - ICR de Rome (devenu Istituto Superiore per la Conservazione e il Restauro-ISCR), pensait mettre en place un laboratoire de microbiologie à l'Institut. Elle participe alors à sa création (1957).
En 1959, elle reste seule à travailler au laboratoire. Dans le même temps, elle enseigne la biologie à l'École de l'IC, poste qu'elle a occupé pendant 36 ans, jusqu'à sa retraite (1995). En 1964 Clélia Giacobini a officiellement pris sa direction.

## Études
Avant la création du laboratoire de microbiologie à l'ICR de Rome, aucune étude n'avait été faite sur les altérations biologiques des œuvres d'art. Pour cette raison, Clélia Giacobini peut être considérée comme une « pionnière » de la microbiologie appliquée à la science de la conservation. En 1961, émergent des résultats de laboratoire d'abord, consistants en la définition des types microbiens qui ont été considérés les responsables des altérations biologiques après des recherches approfondies sur les monuments archéologiques et architecturaux de Rome (Domus Tiberiana, Domus Flavia, Domus Aurea, San Clemente, fontaines monumentales, etc.).
En 1965, à la suite de plusieurs enquêtes, est définie une première méthode :
1. L’inspection in situ et la collecte d'échantillons.
2. L'examen microscopique d'échantillons en laboratoire.
3. L'isolement culturel des dessins.
4. L'identification des organismes.

En 1967, on a rendu publics les résultats d'autres études portant sur la définition des cinq phénomènes les plus typiques de l'altération microbienne sur les fresques. En 1970, le laboratoire a commencé à développer de nouvelles méthodes technico-analytiques les plus raffinées, principalement représentées par l'application du microscope électronique, qui a permis un diagnostic rapide de la modification et une chance d'étudier tous les micro-organismes dans leurs environnement naturel.
Plus tard, dans les années 1970-1980, l'institut vise à examiner la phénoménologie de modifications dans l'apparence de la biodégradation, destiné à approfondir la compréhension des facteurs nutritionnels et environnementaux qui favorisent l'attaque d'agents biologiques.
Dans les années 1980, on a identifié les genres et l'espèce de ces agents, grâce à la collaboration de l’anglais Mark Seaward, et du personnel technique et scientifique du laboratoire. Dans cette phase d'études, on y avait examiné l’Abbaye de Fossanova, les fouilles de Ostia Antica, les tombes étrusques de Tarquinia, les villas de la Vénétie, les fresques de Villa Farnèse de Caprarola (1988), etc.
Les études ont permis aux restaurateurs d'intervenir efficacement à Ostie, sur les peintures de la Basilique Saint-François d'Assise, sur les fresques du Corrège à Parme, dans la Chapelle des Scrovegni en Padoue et La Cène de Léonard de Vinci.
Clelia Giacobini a reçu de nombreuses demandes de conseils et des missions d'enseignement par les surintendances italiennes et européennes, de l’Inde, du Venezuela et du Japon. Elle a présidé les Conférences internationales sur la détérioration biologique du patrimoine culturel, qui se sont tenues à Lucknow (1989) et à Yokohama (1992).
Entre 1992 et 1995, elle a fait partie du comité technique et scientifique pour le début du projet de la Carte du Risque du patrimoine culturel en Italie.

## Œuvres
- Antonio Tonolo & Clelia Giacobini, Importanza dell'umidità relativa per lo sviluppo di microrganismi nei dipinti su tela, dans « Bollettino Istituto Centrale del Restauro », no 36, p. 191-196, Rome, 1958
- Antonio Tonolo & Clelia Giacobini, Microbiological changes on frescoes in: Recent advances in conservation ; Contributions to the IIC Rome Conference, Butterworths, Londres, 1963
- Clelia Giacobini & R. Lacerna, Problemi di microbiologia nel settore degli affreschi, in : Bollettino dell’Istituto Centrale del restauro, p. 83-108, Rome, 1965
- Cours de spécialisation dans la conservation et la restauration des monuments et des sites historiques, 1968-1969
- Elementi di scienze naturali e di microbiologia, Rome, 1970
- Clelia Giacobini & Lidia Barcellona Vero, Metodi microbiologici di studio delle alterazioni delle pietre costituenti strutture murarie all'aperto, in : La conservazione delle sculture all'aperto (Actes du Convegno internazionale di studi), Bologne, 23-26 octobre 1969,  Centro per la conservazione delle sculture all'aperto, Bologne, 1971
- Clelia Giacobini &  Maria Bassi, Nuove tecniche di indagine nello studio della microbiologia delle opere d'arte, Istituto di fisica consiglio nazionale delle ricerche. Comunicazioni al XXVI Congresso nazionale dell'A.T.I., 22-25 septembre 1971 ,  XXVI Congresso nazionale dell'A.T.I., 22-25 septembre 1971, Rome, 1971
- Clelia Giacobini & Maria Luisa Veloccia Rinaldi, Forme biologiche delle alghe esistenti sulle sculture all'aperto, Bologne, 1971
- Collectif, Un’indagine relativa alla carica microbica dei dipinti murali, in: Bollettino d’arte (Série Spéciale 1982). Giotto a Padova. Studi sulla conservazione della Cappella degli Scrovegni in Padova, p. 221 et suiv., Istituto Poligrafico e Zecca dello Stato, Rome, 1982
- Collectif, Problemi di biodeterioramento, in : Materiali lapidei: problemi relativi allo studio del degrado e della conservazione/ Ministero per i Beni Culturali e Ambientali, Ufficio Centrale per i Beni Ambientali, Architettonici, Archeologici, Artistici e Storici, Istituto Poligrafico e Zecca dello Stato, Rome, 1987
- Clelia Giacobini &  Mark Seaward, Introduzione allo studio dei licheni presenti in alcune fabbriche leccesi, in : Antonio Cassiano & Vincenzo Cazzato, Santa Croce a Lecce : storia e restauri, Congedo, Galatina, 1997